# I Turn to You (canción de Melanie Chisholm)
«I Turn To You» es el cuarto sencillo o sencillo de la cantante británica Melanie Chisholm exintegrante de las Spice Girls.

## Información de la canción
Después de Never Be The Same Again el popular tema de Melanie C con la fallecida Left Eye Lisa Lopes , Mel decidió sacar un nuevo sencillo dance I Turn To You la acogida no pudo ser mejorÑ un 1# en UK y también en el resto de Europa, además como si fuera poco fue 1# en Charts Airplay Dance Americanos.
Las ventas del sencillo fueron:
1.ª semana: 121 000
Total: 338 000
La canción está incluida en el álbum debut de la cantante Northern Star.

## Versiones del sencillo y contenido
CD SINGLE 1
1. I Turn To You [Hex Hector Radio Mix] - 4:11
2. I Turn To You [Stonebridge R&B Radio Mix] - 3:37
3. Never Be The Same Again [Recorded Live At MTV] - 4:00
4. I Turn To You [Video]
CD SINGLE 02
DIGIPACK
1. I Turn To You [Damian LeGassick Radio Mix] - 3:50
2. I Turn To You [Stonebridge Club Mix] - 8:30
3. Be The One [Recorded Live At MTV] - 3:21
esta versión incluía 4 postales!

## Video de la canción
Canción: I Turn To You 
Duración: 04:16 
Director: Cameron Casey 
Crew
- Fotografía: Steve Chivers.
- Mánager de Producción: Jay Williams
Estreno: agosto de 2000
Fecha de grabación: -- 
Lugar de grabación: Ibiza, España 
Concepto: Al más puro estilo de los videos dance, Melanie se convierte en la reina de una discoteca de Ibiza. Está bailando toda la noche y termina viendo con sus amigos el amanecer en la playa. 
Comentarios: 
- Mel mostró su nueva imagen (pelo largo diferente a lo que mostraba). 
- La "chica picante" fue criticada por este video, 
- "ITTY" es hasta ahora el video más exitoso de Melanie C en todo el mundo.
- Disponible en el CD1 del sencillo de "I Turn To You"
Por este video la prensa empezó a comentar su subida de peso, esto le provocó una fuerte depresión en el año 2000.)[cita requerida]

## Posicionamiento
Trayectoria en UK
1-4-5-8-15-24-30-36-34-48-55-55-77-90-81-80-95-101-117-136-148 
Fue el no. 27 de los sencillos más vendidos de 2000 en UK. 
España 
- No entró al Top20 de Singles
USA
- #1 (Lista Dance)
OTROS: 
1. 1 en siete países, como Suecia, Austria y Dinamarca
2. 1 en Chile
3. 2 en Noruega, Alemania, Holanda y en el Euro Hot 30 de NRJ
4. 3 en el Eurochart y en Suiza
5. 4 en Finlandia
6. 5 en el Chart Mundial
7. 6 en Polonia e Irlanda
8. 7 en Portugal
9. 8 en Bélgica
10. 11 en Australia
11. 15 en Italia
12. 16 en Australia (lista global de ventas del año 2000)
13. 28 en Euro Hot 30 de NRJ (clasificación general del año 2000)
14. 36 en Canadá (ventas de importación)
15. 97 en México